# Galleria Vittorio Emanuele

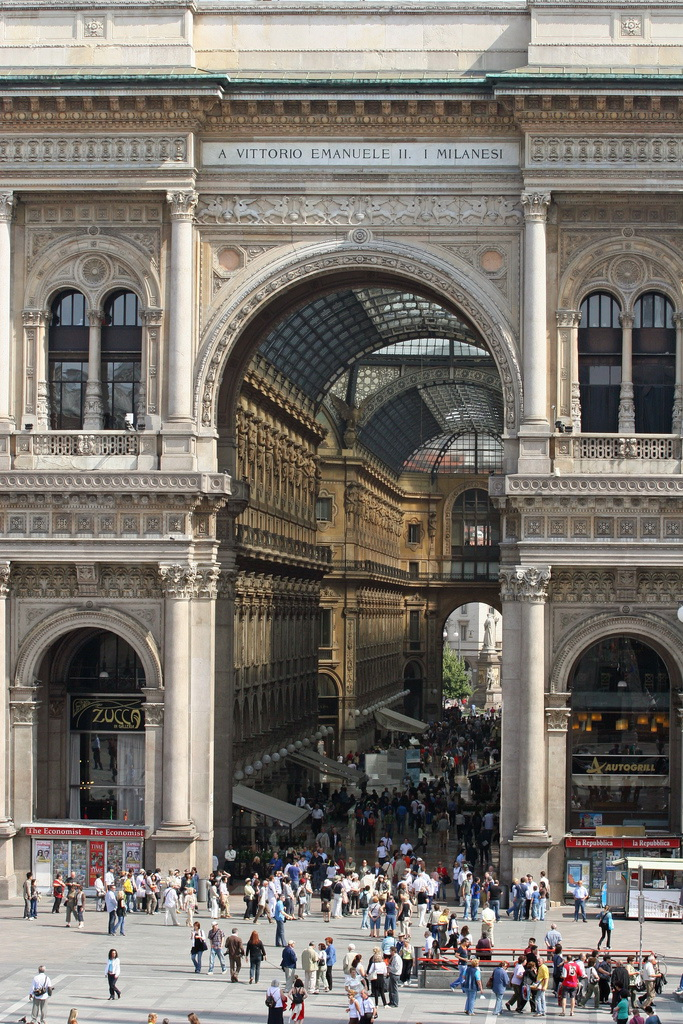
Galleria Vittorio Emanuele

De Galleria Vittorio Emanuele II in Milaan is een, naar de Italiaanse koning Victor Emanuel II genoemde, overdekte winkelstraat (passage) uit de 19e eeuw.

## De bouw
In 1864 begon de bouw van de passage. Giuseppe Mengoni leverde het ontwerp, hij had namelijk de ontwerpwedstrijd gewonnen. Op 7 maart 1865 legde koning Vittorio Emanuele II de eerste steen en de passage werd op 15 september 1867 feestelijk geopend. De boog aan de kant van de Piazza Duomo ontbrak toen nog. De ontwerper Mengoni viel in 1877 van een steiger en stierf. Dit gebeurde net vóór de voltooiing van de toegangspoort die de passage helemaal af zou maken. Deze tragische dood dompelde Milaan in rouw.
De toegangspoort werd voltooid in 1878, dit was dus meer dan tien jaar na de opening van de passage. Door deze poort is het beeld te zien van een peinzende Leonardo da Vinci op het Piazza della Scala. De poort werd enkele dagen voor de dood van de koning - naar wie de passage is vernoemd - ingehuldigd.
De in mozaïek gelegde vloer van het gebouw werd in 1966 helemaal gerestaureerd met een zeer zeldzame marmersoort. In de vloer zijn de emblemen van de Italiaanse steden afgebeeld: Rome, Florence, Turijn en Milaan. Een legende wil dat het geluk brengt als men drie keer rond zijn as draait met de hak op de testikels van de stier in het wapen van Turijn.
De passage werd gebouwd als verbinding tussen het domplein en het Piazza della Scala.

## Bijzonderheden bij en na de bouw
Eigenlijk is de passage in zeer korte tijd gebouwd. Er werd gewerkt met een overdaad aan stucwerk, marmer en mozaïeken. De reden dat de passage vrij snel was voltooid was vooral omdat de ijzerconstructie in Frankrijk werd gemaakt, zodat deze ter plekke in elkaar gezet kon worden.

## Huidige functie
Vanaf de tweede helft van de negentiende eeuw is de Galleria de beroemdste overdekte straat van Milaan. Het is een trefpunt voor de inwoners van de stad. In Galleria zijn enkele dure winkels gevestigd, zoals Prada, Massimo Dutti, Gucci en Louis Vuitton, maar ook het fastfoodrestaurant McDonald's.

## Beschrijving van het gebouw
Het gebouw ziet er nog vrijwel hetzelfde uit als in het oorspronkelijke ontwerp van Mengoni. De vloer is een van de blikvangers. De prachtige mozaïeken zijn in 1966-1967 opnieuw gelegd. In het midden staat het teken van de koninklijke familie van Savoye afgebeeld evenals een stier. Er wordt beweerd dat het geluk brengt als men over de genitaliën van de stier heen loopt.
Het gebouw bestaat uit vier gangen, overdekt met glas, die samenkomen in een doorzichtige koepel. Deze gangen komen uit op het Piazza Duomo, het Piazza della Scala, de Via Selvio Pellico en de Via Ugo Foscolo.
De koepel is 47 meter hoog, vanaf de vloer tot het hoogste punt, en de diameter is 39 meter. Doordat er veel glas is gebruikt, lijkt het een verbazend luchtig plafond, terwijl er toch 353000 kilo ijzer in is verwerkt.
Het hele gebouw is schitterend afgewerkt, tot in de kleinste details. De raamlijsten zijn bijvoorbeeld zeer mooi bewerkt. De classicistische elementen zijn duidelijk terug te zien in de vormen, schilderingen en het beeldhouwwerk (kariatiden).
Om het gebouw tot zijn recht te laten komen, worden de uithangborden van de winkels neutraal gehouden. Elke winkel of bar heeft zijn naam in gouden letters op een zwartglanzende achtergrond. Zo beoogt men een mooi, samenhangend geheel van oud en nieuw.